# Peter Sauermann

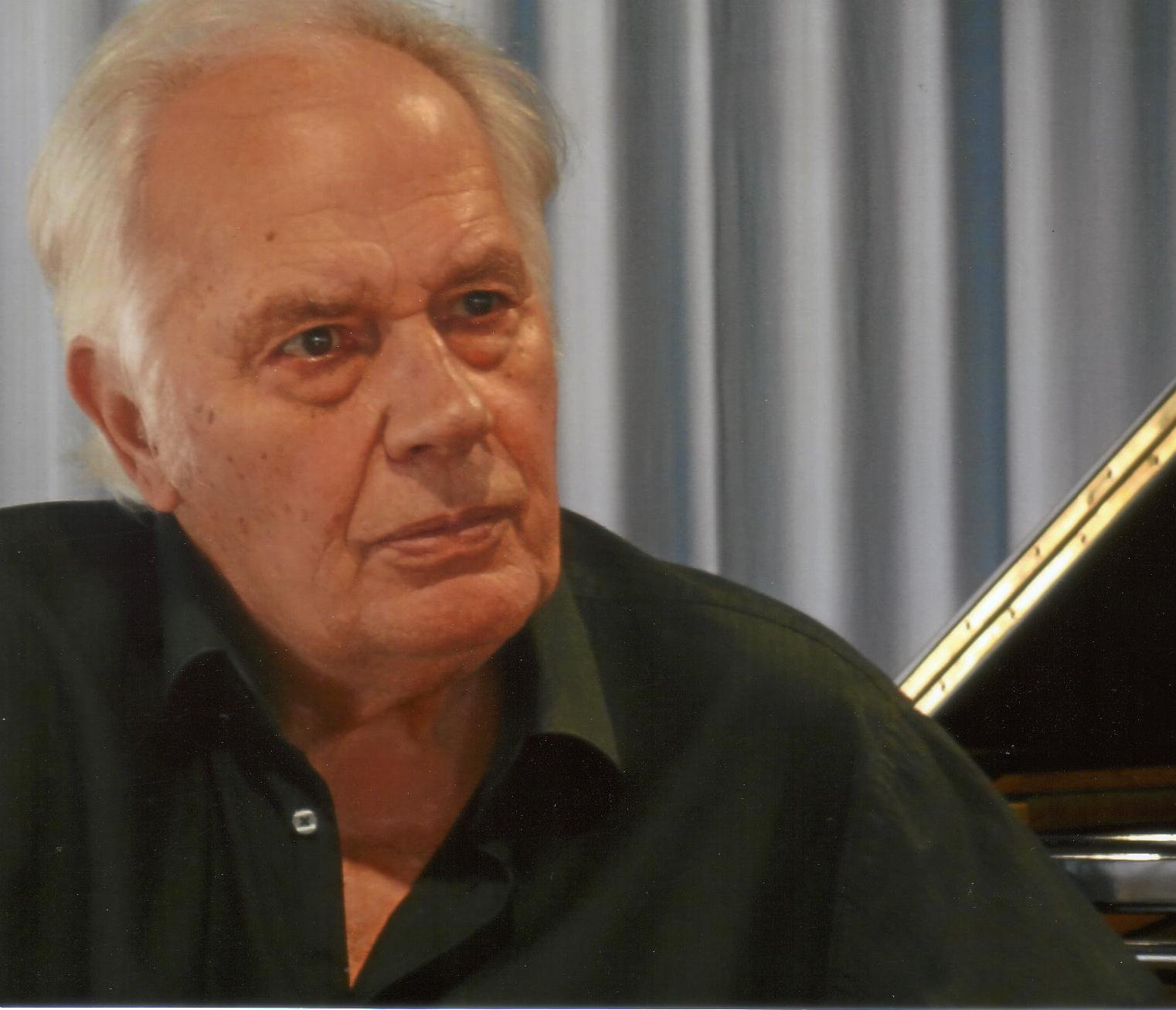
Peter Sauermann 2016

Peter Ferdinand Sauermann (* 9. November 1935 in Zeitz; † 2. September 2022 in Nürnberg) war ein deutscher Pianist.

## Leben
Sauermanns erster Lehrer war der Pauer-Schüler Herbert Carl in Zeitz. Sauermann verließ die DDR, um bei Hans-Erich Riebensahm an der Hochschule für Musik West-Berlin von 1956 bis 1962 zu studieren. Er schloss sein Studium mit der Konzertreifeprüfung ab. Dann setzte er seine Studien von 1962 bis 1964 als Stipendiat des DAAD bei Marguerite Long, Lucette Descaves und Wenzislaw Jankow in Paris fort sowie von 1965 bis kurz vor deren Tod 1978 bei Rosl Schmid in München.
Beim Maria Canals International Music Competition in Barcelona 1966 erhielt er den Premio Sala Angelus.
Er unterrichtete am Christian-Ernst-Gymnasium Erlangen, am Erlanger Musikinstitut, am Meistersinger Konservatorium Nürnberg von 1976 bis 1981 und von 1979 bis 1999 an der Hochschule für Musik Würzburg. Daneben gab er Meisterkurse in Salamanca.
Konzertauftritte waren in Deutschland, Frankreich, Spanien, Luxemburg und Polen.
Eine Reihe von Rundfunkaufnahmen machte Sauermann zwischen 1961 und 1966 beim RIAS Berlin. Von 1979 bis 1997 folgte eine umfangreichere Aufnahmeserie beim Bayerischen Rundfunk. Teile dieser Aufnahmen erschienen später auch auf CD beim französischen Label Forgotten Records.
1985 spielte er die Uraufführung der 3 Klavierstücke op. 83 Hommage an Alban Berg von Bertold Hummel in Paris.
Ein besonderer Schwerpunkt seiner Konzert- und Aufnahmetätigkeit lag in der spanischen Klaviermusik.
Die Trauerfeier fand am 9. September 2022 in der katholischen Kirche St. Klara in Nürnberg statt.

## Aufnahmen

### LP
- Robert Schumann: Davidsbündlertänze. Frederic Chopin: 4 Impromptus. Le Kiosque d'Orfee 1980 (auch auf CD bei Forgotten Records)
- Gabriel Fauré: Barcarolle op 45. Auf: Erlanger Musikinstitut: Pièces en Concert. 1981
- Johann Sebastian Bach: Chromatische Fantasie und Fuge. Auf: Erlanger Musikinstitut: Instrumental. 1985
- Herbert Hechtel: A New Morning (Sauermann gewidmet). Erlanger Musikinstitut 1985

### Rundfunk und CD
(alphabetisch sortiert; mit ° markiert auch auf CD bei Forgotten Records)
- Isaac Albéniz: aus Iberia: El Puerto, Rondeña, El Albaicin. RIAS 1966
- Johannes Brahms: Vier Balladen op. 10. BR 1986°. Variationen über ein Originalthema op 21/1. BR 1985°
- Oscar Esplá: Canciones. BR 1979
- Manuel de Falla: aus 4 Piezas espanolas Nr. 3+4. BR 1979. Fantasia Betica. BR 1985°
- Enrique Granados: Escenas Romanticas . BR 1991°. Violinsonate (mit Volker Sprang). BR 1992. Klaviertrio op. 50 (mit Volker Sprang, Claus Wunderer). BR 1994. Klavierquintett (mit Delius Quartett). BR 1992
- Edvard Grieg: Norwegische Bauerntänze op. 72 (Auszüge). RIAS 1965 und BR 1997
- Ernesto Halffter: Danza de la Pastora. Danza de la Gitana. BR 1979
- Herbert Hechtel: Tapetenhausmusik oder Der kleine Ohrenschmaus. BR 1979. A New Morning. BR 1985. Poetics (Sauermann gewidmet). BR 1989 (alles Ersteinspielungen)
- Paul Hindemith: Klaviersonate Nr. 3. BR 1988°
- Bertold Hummel: 3 Klavierstücke op. 83. BR 1986 (Ersteinspielung)
- Federico Mompou. Cançons i Danses Nr. 2, 3, 5, 6, 8, 12. BR 1991° (CD nur Nr. 5, 6, 12)
- Xavier Montsalvatge: Habanera. BR 1979
- Gottfried Müller. Concertino für 3 Klaviere. Mit Karl-Heinz Schlüter, Helga Sengeleitner. BR 1979
- Carl Nielsen: Suite op. 45 Den Luciferiske. BR 1997
- Joaquín Nin-Culmell: Tonadas. BR 1991°
- Selim Palmgren: Humoreske op. 35/4. RIAS 1966
- Maurice Ravel:  Miroirs. BR 1992
- Arnold Schönberg: Das Buch der hängenden Gärten op. 15. Mit Brigitte Köberlin. RIAS 1961°
- Robert Schumann: Fantasie C-Dur op. 17. BR 1993
- Carlos Surinach: 3 spanische Lieder und Tänze. BR 1979